# Baie des Anges

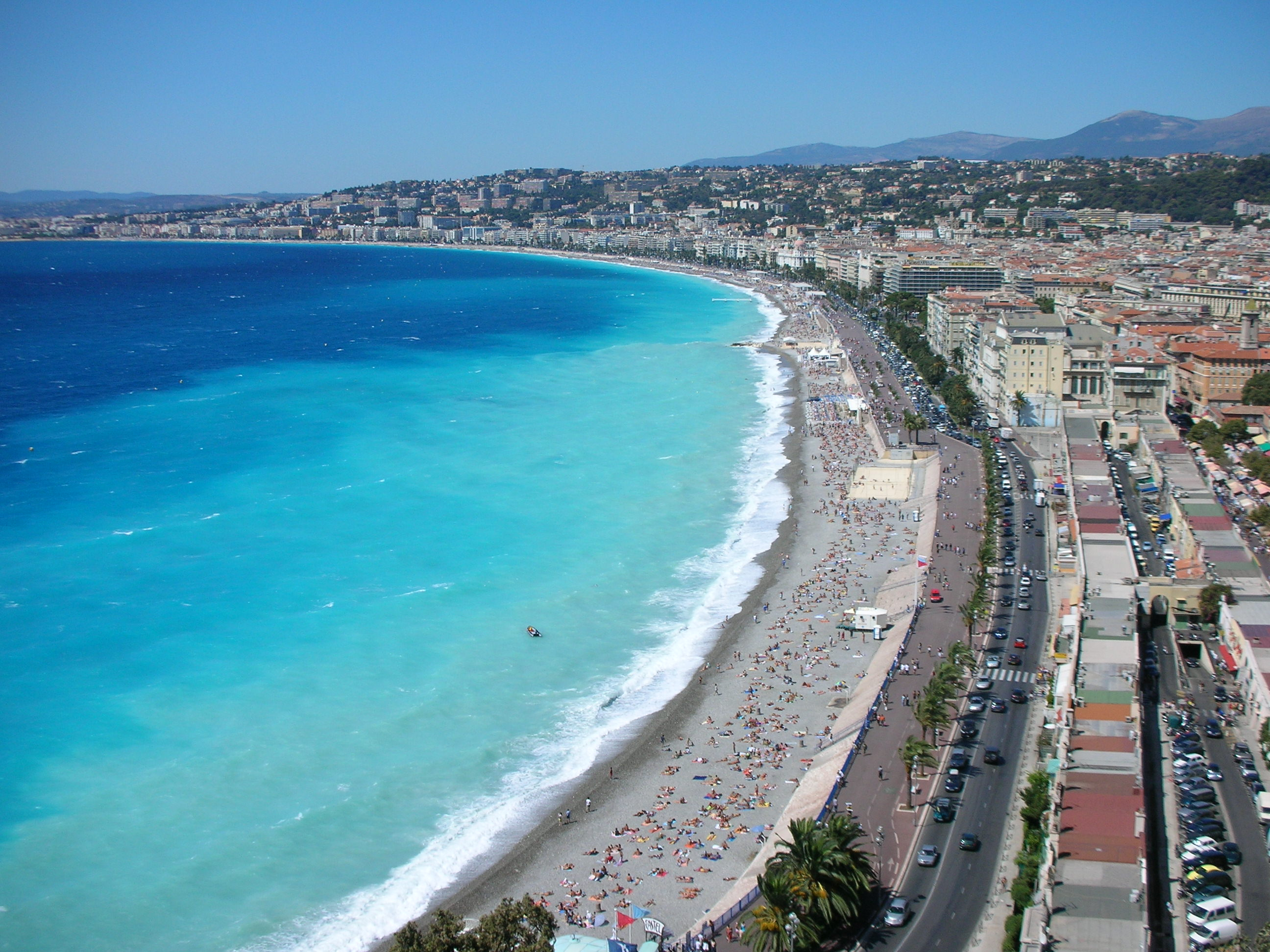
Baai

De Baie des Anges (letterlijk: "engelenbaai"'; Occitaans: Baia dei Àngels; Italiaans: Baia degli Angeli) is een baai in de Middellandse Zee, voor de Franse stad Nice. In het westen wordt de baai begrensd door het schiereiland Cap d'Antibes.
Vijf Franse gemeenten liggen aan de baai. Dit zijn van west naar oost: Antibes, Villeneuve-Loubet, Cagnes-sur-Mer, Saint-Laurent-du-Var en Nice. Langs de baai loopt de Promenade des Anglais, de boulevard van Nice.